# شلحة حاج حسين (شلاهي)
شلهة حاج حسين (بالفارسية: شلهة حاجی‌حسین) هي قرية تقع في إيران في قسم شلاهي الريفي. يقدر عدد سكانها بـ 797 نسمة .